# Majur (Horvátország)
Majur (1921 és 1997 között Kostajnički Majur) falu és község Horvátországban, a Sziszek-Monoszló megyében.

## Fekvése
Sziszek városától légvonalban 28, közúton 40 km-re délkeletre a Sunja középső folyásánál fekszik. Itt halad át a Szávamentéről a kostajnicai Unamentére menő forgalom.

## A község települései
A községhez Gornja Meminska, Gornji Hrastovac, Graboštani, Kostrići, Majur, Malo Krčevo, Mračaj, Srednja Meminska, Stubalj, Svinica és Veliko Krčevo települések tartoznak.

## Története
A római korban a község területén Meminska határában haladt át a Sisciát Servitiummal összekötő kereskedelmi és hadiút. Ez az út még a kora középkorban is használatban lehetett, ezt látszik igazolni a Majur területén előkerült bizánci pénzérme. Malo Krčevo mellett középkori település maradványait valószínűsítik, ennek feltárása azonban még nem történt meg. A középkorban a Babonićok, majd utódaik a Blagay család voltak a birtokosai. A török támadások különösen 1463, Bosznia török kézre jutása után erősödtek fel. A község területe a 16. században már teljesen lakatlan volt. Az állandó török támadások közepette védőpajzsot képezett a török által megszállt és a horvát területek között. Lenković Iván uszkók főkapitány a bécsi haditanácsnak írt 1563-as jelentésében két erősséget említ ezen a területen Svinica és Mračaj várait. A szomszédos Kostajnica már 1556-ban török kézre került. Mračaj várát, mely a Blagay család tulajdona volt egészen 1559-ig védte a királyi katonaság, amikor felgyújtották és lerombolták, Svinicát pedig egy évvel később, 1560-ban rombolták le, mivel a török túlerővel szemben nem tartották védhetőnek. Ezután az egész terület török megszállás alá került, mely 1699-ig tartott.
Az 1683 és 1699 között zajlott felszabadító harcokat a karlócai béke zárta le, melynek eredményeként a török határ az Una folyóhoz került vissza. 1696-ban a szábor a bánt tette meg a Kulpa és az Una közötti határvédő erők parancsnokává, melyet hosszas huzavona után 1704-ben a bécsi udvar is elfogadott. Ezzel létrejött a Báni végvidék, horvátul Banovina, vagy Banja. A kiürült területre megkezdődött a keresztény lakosság betelepítése. A község területére a török kézen maradt Boszniából horvát lakosság települt át. Az osztrák generálisok védelmi célból a Zrínyi-hegység vidékére a török határövezetből érkezett pravoszláv katonákat, köznevükön martalócokat telepítettek be. Így ez a terület vegyes etnikai összetételű lett.
1773-ban az első katonai felmérés térképén már „Dorf Majur” néven szerepel. Lipszky János 1808-ban Budán kiadott repertóriumában szintén „Majur” néven szerepel.  Nagy Lajos 1829-ben kiadott művében ugyancsak „Majur” néven 64 házzal és 353 lakossal találjuk. A katonai határőrvidék kialakítása után a Petrinya központú második báni ezredhez tartozott. A katonai közigazgatás mellett a polgári élet is fejlődésnek indult. Az iskolai oktatás kezdete 1835-től keltezhető, amikor Graboštaniban a tiszti szállás épületében megnyílt az első iskola. A növekvő tanulói létszám miatt 1874-ben Majuron új iskolaépület épült. A 19. században épült fel a Szent Mihály kápolna, valamint a svinicai és mračaji kápolnák. A katonai közigazgatás megszüntetése után Zágráb vármegye részeként a Petrinyai járásának része volt. 1857-ben 350, 1910-ben 518 lakosa volt. 1918-ban az új szerb-horvát-szlovén állam, majd később Jugoszlávia része lett. Ebben az időszakban a község fejlődése stagnált. A Stjepan Radić vezette parasztmozgalom hatására a községben is éledezett a horvát népi mozgalom. 1932-ben megalakult az önkéntes tűzoltóegylet, mely köré szerveződött a horvát népszokások és hagyományok ápolása.
Különösen nehéz időszakot élt át a térség lakossága a II. világháború alatt. 1941-ben a németbarát Független Horvát Állam része lett, de a lakosság egy része felkelt az új rend ellen. 1953-ban megszűnt az addig önálló Majur község. A délszláv háború előtt lakosságának 86%-a horvát, 9%-a szerb nemzetiségű volt. 1991. június 25-én a független Horvátország része lett. A délszláv háború idején elfoglalták a JNA egységei és a szerb szabadcsapatok. A horvát lakosságot elűzték, házaikat felgyújtották, az összes katolikus templomot lerombolták. A Krajinai Szerb Köztársasághoz tartozott. 1995. augusztus 7-én a Vihar hadművelettel foglalta vissza a horvát hadsereg. A szerb lakosság többsége elmenekült. Mindent újjá kellett építeni. 1997-ben újra megalakították Majur községet. A településnek 2011-ben 324, a községnek összesen 1185 lakosa volt.

## Népesség
| Lakosság változása | Lakosság változása | Lakosság változása | Lakosság változása | Lakosság változása | Lakosság változása | Lakosság változása | Lakosság változása | Lakosság változása | Lakosság változása | Lakosság változása | Lakosság változása | Lakosság változása | Lakosság változása | Lakosság változása | Lakosság változása |
| ------------------ | ------------------ | ------------------ | ------------------ | ------------------ | ------------------ | ------------------ | ------------------ | ------------------ | ------------------ | ------------------ | ------------------ | ------------------ | ------------------ | ------------------ | ------------------ |
| 1857               | 1869               | 1880               | 1890               | 1900               | 1910               | 1921               | 1931               | 1948               | 1953               | 1961               | 1971               | 1981               | 1991               | 2001               | 2011               |
| 350                | 407                | 427                | 484                | 460                | 518                | 495                | 567                | 521                | 531                | 587                | 617                | 561                | 532                | 372                | 324                |

## Nevezetességei
A Mihály arkangyal kápolna a Kostajnicáról Sunjára menő főút mellett áll. A kápolnát 1862-ben építették, nem sokkal a délszláv háború előtt újították fel és szentelték újra. A falut elfoglaló szerb erők felgyújtották. A háború után teljesen újjáépítették.

## Kultúra
A település kulturális és művészeti egyesülete a KUD „Sloga” Majur, melyet 2005-ben alapítottak.